# 701
701 (DCCI) fue un año común comenzado en sábado del calendario juliano, en vigor en aquella fecha.
Es el primer año del siglo VIII.

## Acontecimientos
- 30 de septiembre, Juan VI sucede al papa Sergio I.
- Se publica el Código Taiho en Japón.
- Witiza sucede a su abuelo Égica como rey de los visigodos.
- Pertarito se corona como rey de los lombardos.
- La muerte de Muhammad ibn al-Hanafiya, hijo de Ali Ibn Abi Talib, detiene provisionalmente la agitación chiita.
- En la India, se proclama el dogma del nacimiento sobrenatural de Zoroastro.

## Nacimientos
- Emperador Shōmu, emperador de Japón.
- Li Bai, poeta chino.
- Wang Wei, poeta chino, músico, pintor y canciller de la dinastía Tang.
- Yazid III, duodécimo califa Omeya.

## Fallecimientos
- 8 de septiembre - Papa Sergio I
- Raginperto, Rey de los lombardos.
- Yeon Namsan, líder militar Koguryo-Coreano que sirvió como oficial en la dinastía Tang de China.
- Asparukh de Bulgaria, kan de los Búlgaros.